# Zădăreni, Arad
Zădăreni (în maghiară Zádorlac, în germană Saderlach) este satul de reședință al comunei cu același nume din județul Arad, Banat, România.

## Așezare
Localitatea Zădăreni este situată în nordul Câmpiei Vingăi, pe valea Mureșului, la o distanță de 8 km de municipiul Arad.

## Istoric
Prima atestare documentară a localității Zădăreni datează din anul 1333. Săpăturile arheologice făcute de-a lungul timpului aduc dovezi materiale ale unor locuiri încă mult înainte, astfel în locul numit „Cartierul Nou” s-au descoperit o așezare din epoca fierului și o necropolă romană.

## Economia
Economia cunoaște în prezent o dinamică puternică, cu creșteri importante semnalate în toate sectoarele de activitate. Sectoarele economice secundar și terțiar dețin ponderi importante în spectrul economic al localității. 

## Imagini

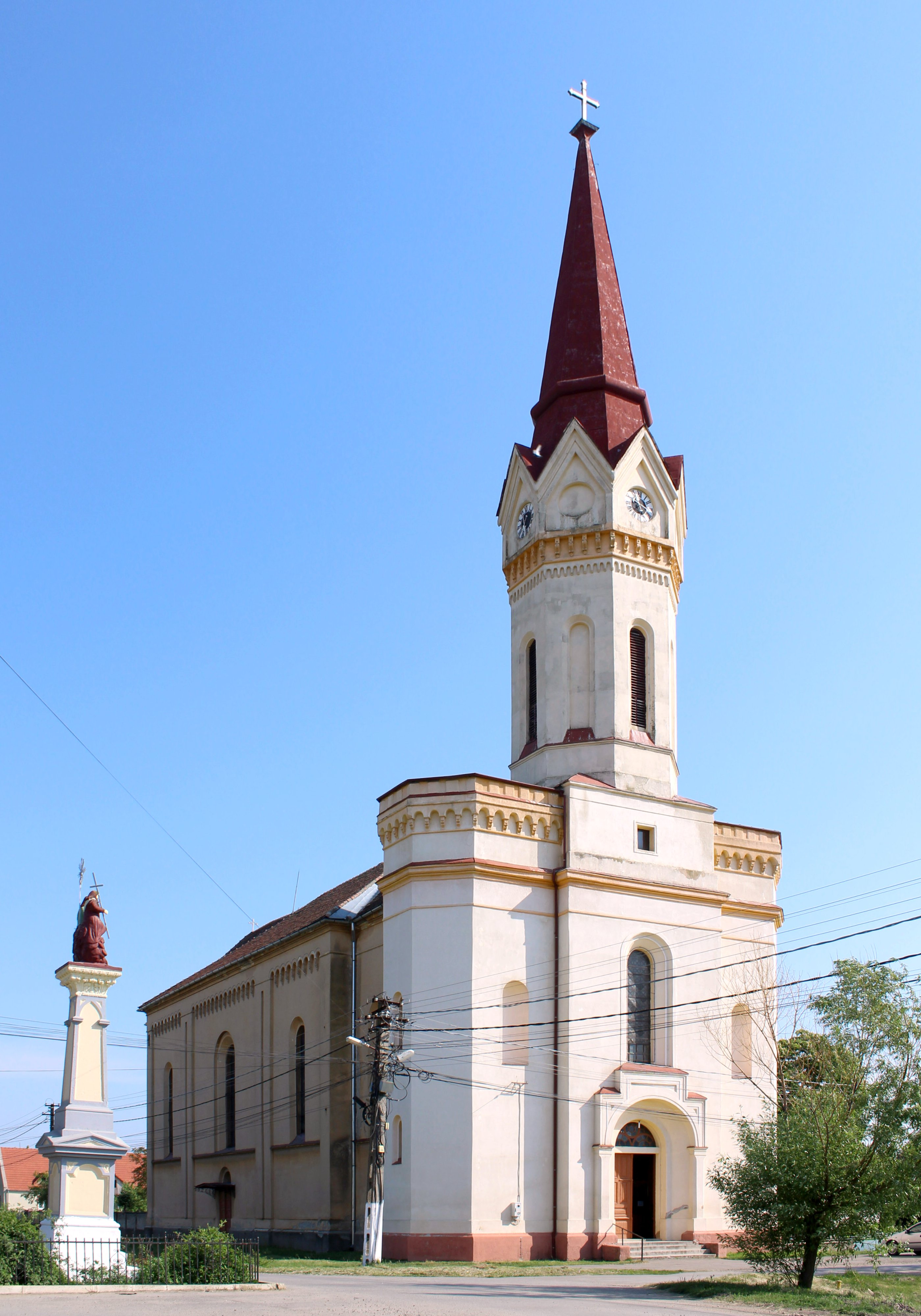
Biserica greco-catolică
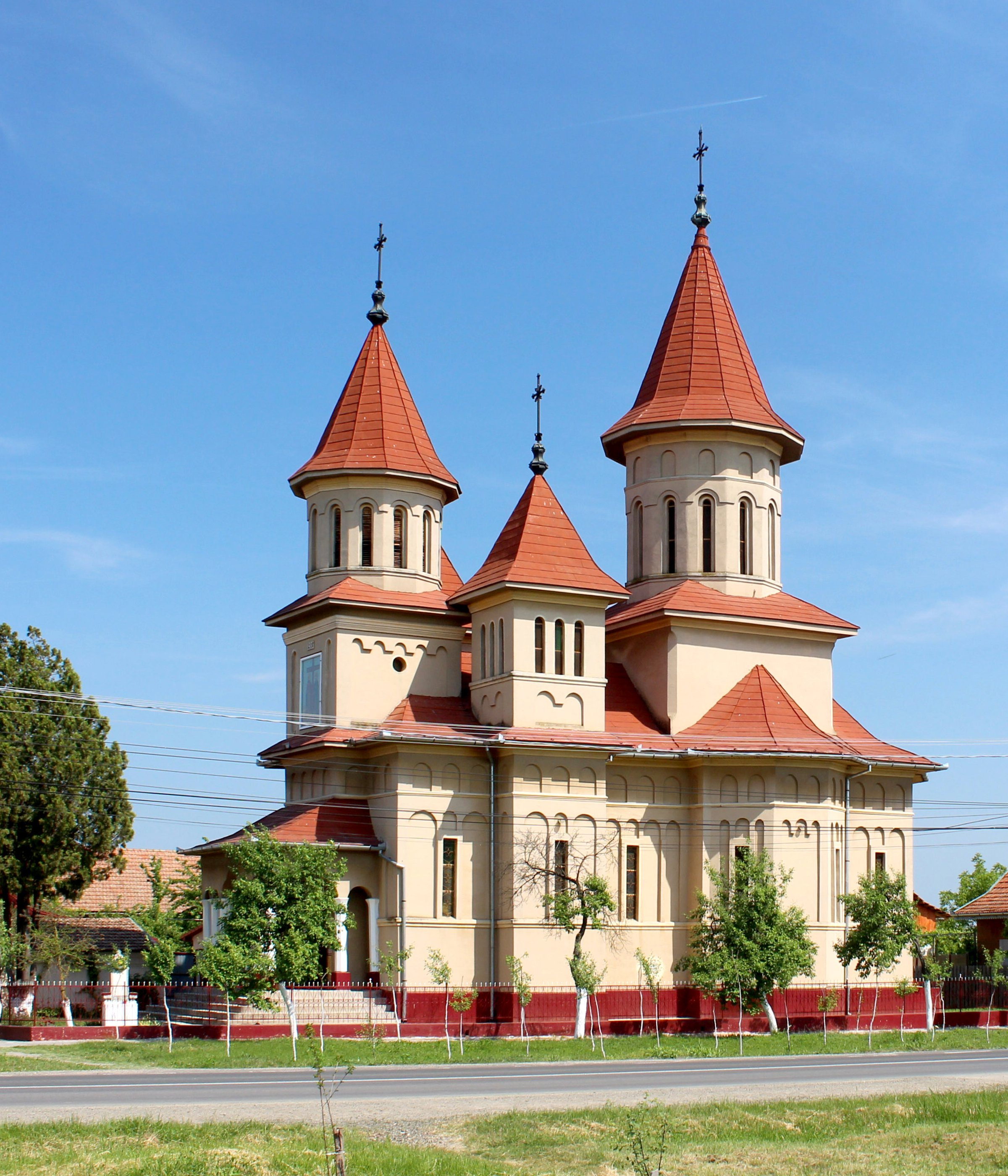
Biserica ortodoxă
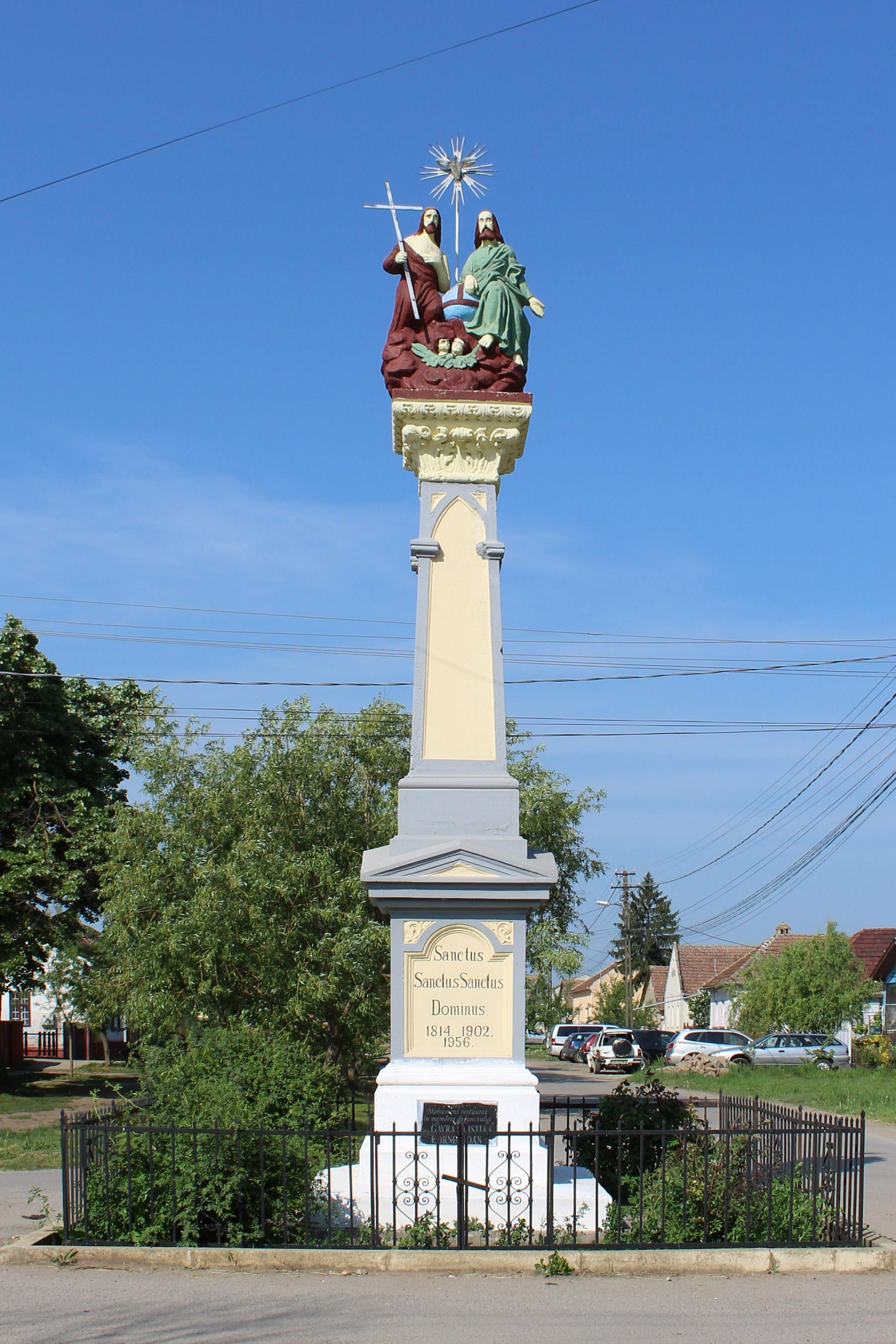
Monumentul Sfintei Treimi
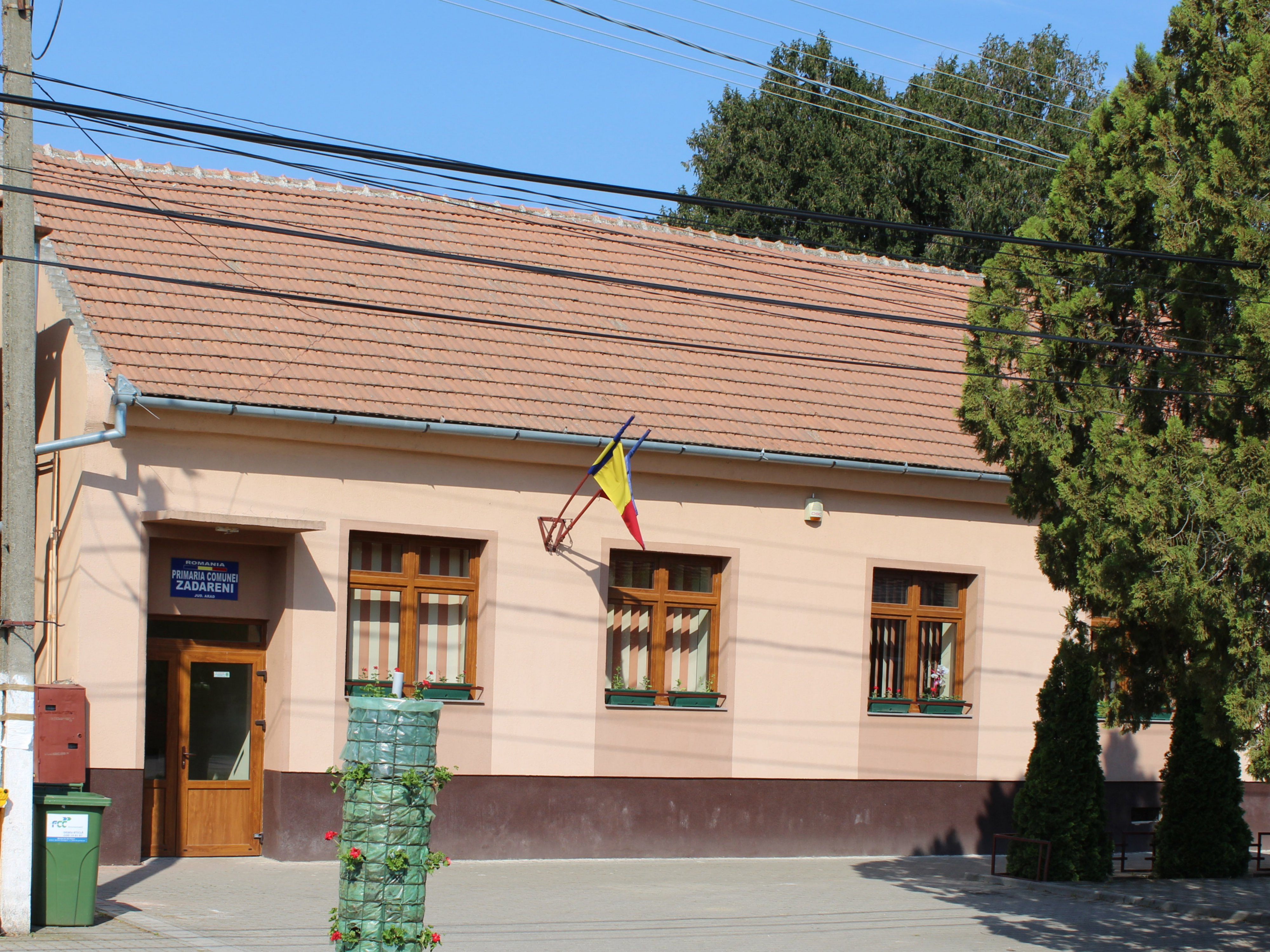
Primăria
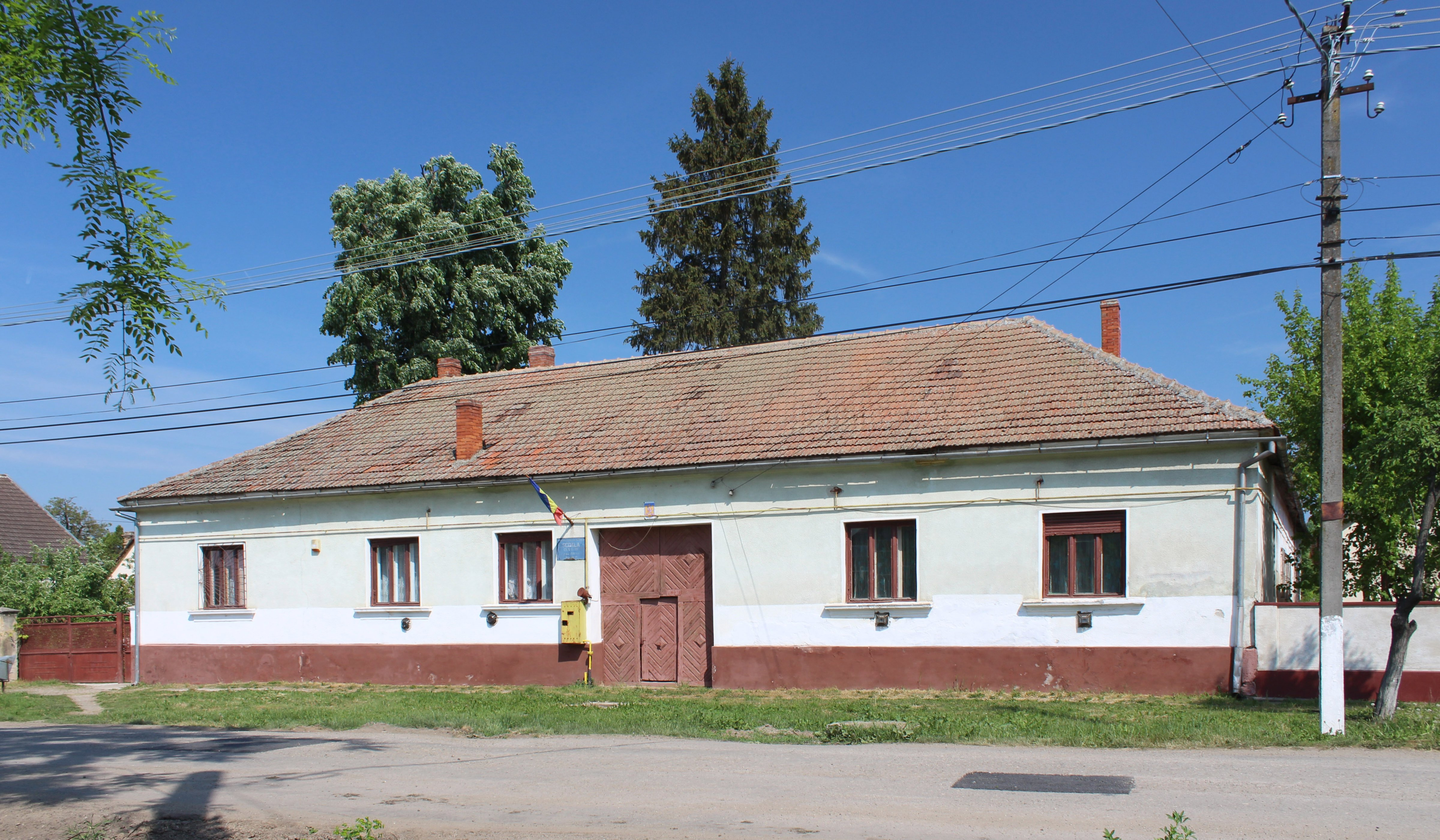
Școala generală
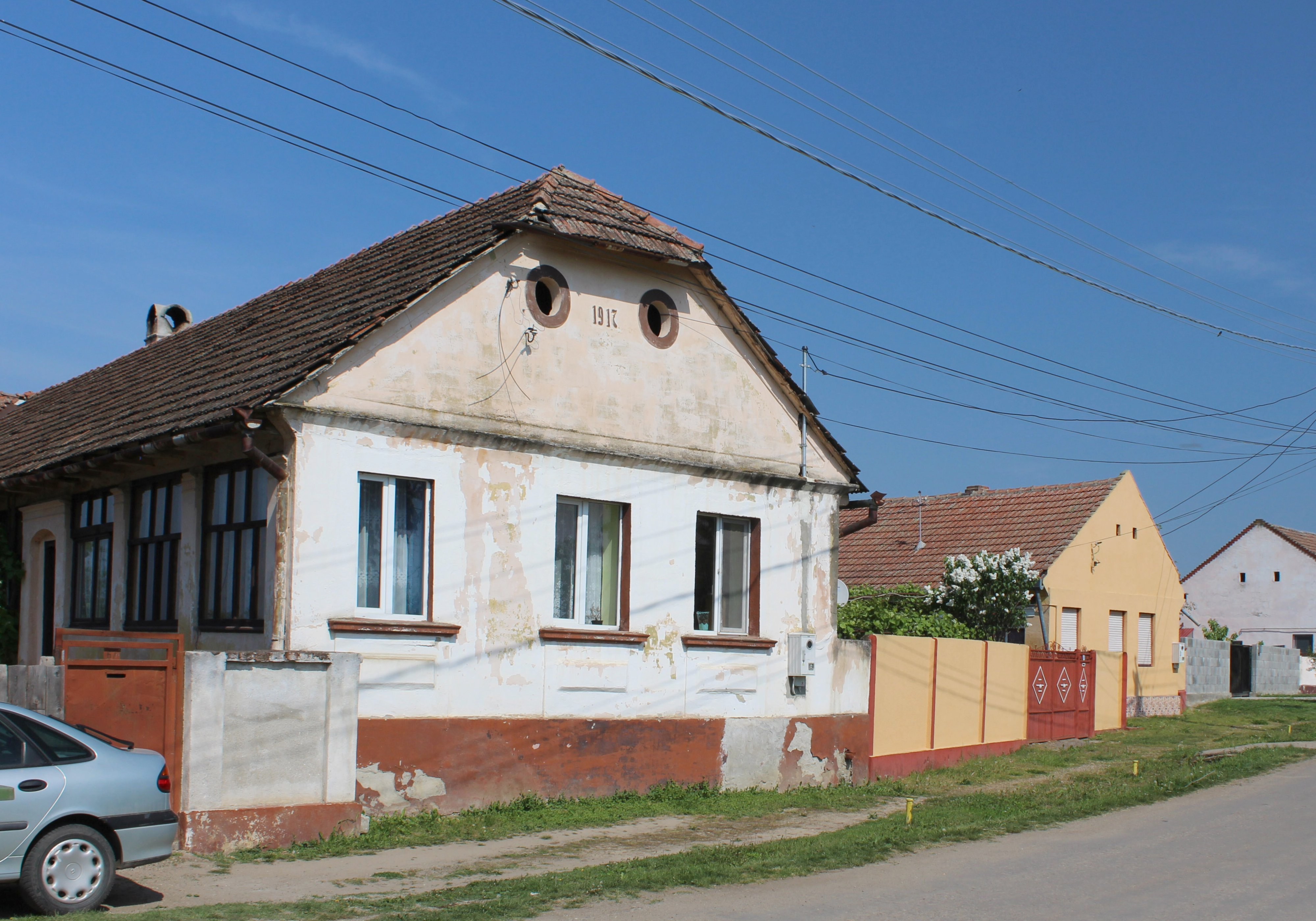
Case vechi